# Чухой (комуна)
Чухой (рум. Ciuhoi) — комуна у повіті Біхор в Румунії. До складу комуни входять такі села (дані про населення за 2002 рік):
- Синіоб (1243 особи)
- Сфирнаш (301 особа)
- Ченалош (323 особи)
- Чухой (431 особа) — адміністративний центр комуни

Комуна розташована на відстані 437 км на північний захід від Бухареста, 24 км на північний схід від Ораді, 123 км на північний захід від Клуж-Напоки.

## Населення
За даними перепису населення 2002 року у комуні проживали 2298 осіб.
Національний склад населення комуни:
| Національність | Кількість осіб | Відсоток |
| -------------- | -------------- | -------- |
| угорці         | 1163           | 50,6%    |
| румуни         | 971            | 42,3%    |
| цигани         | 154            | 6,7%     |
| словаки        | 7              | 0,3%     |
| німці          | 3              | 0,1%     |

Рідною мовою назвали:
| Мова       | Кількість осіб | Відсоток |
| ---------- | -------------- | -------- |
| угорська   | 1156           | 50,3%    |
| румунська  | 983            | 42,8%    |
| циганська  | 153            | 6,7%     |
| словацька  | 4              | 0,2%     |
| українська | 1              | < 0,1%   |
| німецька   | 1              | < 0,1%   |

Склад населення комуни за віросповіданням:
| Релігія                             | Кількість осіб | Відсоток |
| ----------------------------------- | -------------- | -------- |
| римо-католики                       | 962            | 41,9%    |
| православні                         | 737            | 32,1%    |
| реформати                           | 361            | 15,7%    |
| п'ятдесятники                       | 156            | 6,8%     |
| греко-католики                      | 53             | 2,3%     |
| баптисти                            | 20             | 0,9%     |
| адвентисти                          | 4              | 0,2%     |
| не релігійні                        | 2              | 0,1%     |
| лютерани (Аугсбурзького сповідання) | 1              | < 0,1%   |